# Gamla vägen Stavsjö-Krokek

Eriksgatan mellan Vreta och Krokek.

Gamla vägen Stavsjö-Krokek är en äldre vägsträckning i Nyköpings kommun, klassad som riksintresse för kulturmiljövården. Vägsträckningen följer den gamla Eriksgatan.
Eriksgatan följde från Nyköping och österut gamla E4:ans sträckning genom Kiladalen, men vek sedan av upp på förkastningsbranten ovanför dalen, korsade Kilaån och gick in i Kolmården förbi torpet Borrarens, korsade järnvägsbanken Nunnebanan och passerade norr om Stavsjön. En äldre alternativ sträckning gick över Nykvarn och Rosenberg. Den korsade därefter dagens E4, och genom moss- och myrmarker över Östgötagränsen och fram till Krokeks gästgivargård och Krokeks gamla kyrka med dess klosterruin. Delar av vägen är nu helt tagen ur bruk, men vägbanan syns ännu på många ställen, på sina ställen uppbyggd av en bank av sten eller försedd med kraftig stenskoning.